# Underrige
Underrige er – i planteriget – ensbetydende med én af to muligheder:
- Løvplanter
- Stængelplanter

I dyreriget er der flere underriger:
- Bilateria (de fleste dyr: hvirveldyr, leddyr, bløddyr osv.)
- Myxozoa (slimsvampe)
- Cnidaria (gopler, søanemoner, koraller hydra’er osv.)
- Ctenophora
- Placozoa
- Porifera (havsvampe)

## Taxonomicon
Taxonomicon opererer (2007) med flg. otte underriger:
Eukaryota
- Rige: Protozoa (Protozoer)
  - Sarcomastigota
  - Biciliata
- Rige: Animalia (Dyr)
  - Radiata (Eks. Nældecelledyr og Myxozoa)
  - Bilateria
- Rige: Fungi (Svampe)
- Rige: Plantae (Planter)
  - Biliphyta (Eks. Rødalger)
  - Viridaeplantae (Grønne planter)
- Rige: Chromista (Stramenopila)
  - Cryptista
  - Chromobiota